# Big Show

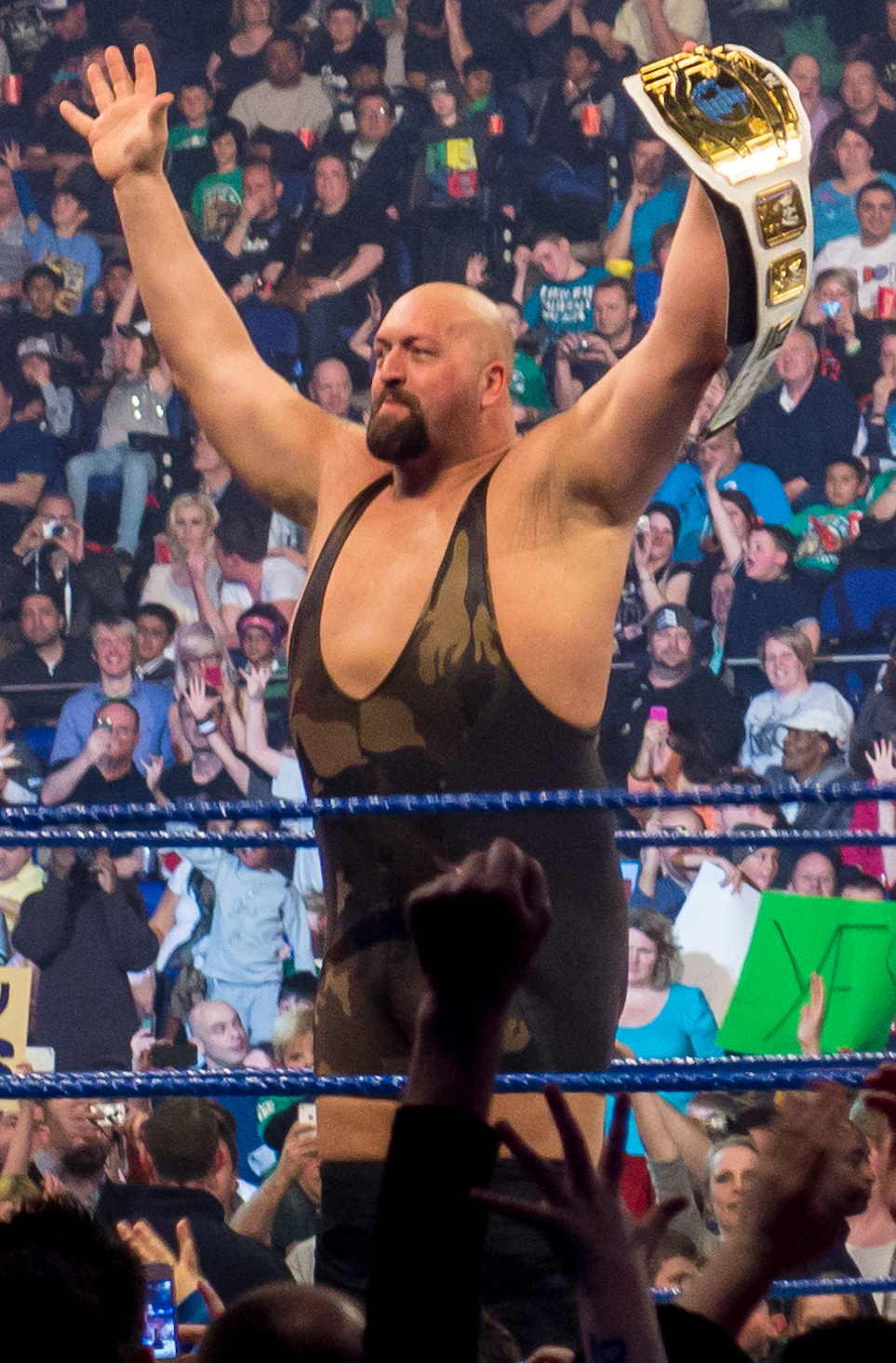
Big Show與WWE洲際冠軍腰帶

小保羅·唐納·懷特 （英語：Paul Donald Wight, Jr.，1972年2月8日—），是全精英摔角（AEW）旗下摔角明星，常以（The）Big Show的擂台名活躍，曾效力於世界摔角娛樂下的Raw陣營，且為三個選手中（包括CM Punk和Kane）所擁有世界摔角娛樂三種世界冠軍的選手。他同時也有參與電影拍攝演出。

## 摔角場上的表現

### 摔角招式
- 終結技
  - Chokeslam（鎖喉摔）
  - Cobra clutch backbreaker（巨蟒式固定背部粉碎技）(與Spin-out cobra clutch slam（外轉式巨蟒固定摔）為組合技) - 2006 ; 2008
  - Colossal Clutch(Camel clutch)（駱駝式固定） - 2009-2012
  - Final Cut(Spinning headlock elbow drop)（旋轉頭部固定肘部墜擊）也兼作常用技 - 2001-2002 ; 2012-2013
  - KO Punch/WMD(Weapon of Mass Destruction)（致命鐵拳）- 2008-現今
  - Showstopper(Inverted leg drop bulldog)（反轉腿部墜擊式牛頭犬顏面粉碎技）也兼作常用技 - 2001-2002
- 招牌技
  - Abdominal stretch（腹部伸展固定）
  - Back kick（反身踢擊）
  - Bearhug（熊抱式固定）
  - Big boot（戰靴踢擊）
  - Corner slingshot splash（彈弓式繩角飛身壓）
  - Elbow drop（肘部墜擊）
  - Fallaway powerbomb（仰角炸彈摔）
  - Headbutt（頭錘）
  - Military press slam（俯身側平舉摔）
  - Open-handed chop（巨掌拍擊）
  - Running senton（助跑式飛身背部墜擊）
  - Sidewalk slam（夾擊側邊摔）
  - Spear（長矛衝刺）
  - Vertical suplex（垂直過肩摔）

### 經紀人
- Jimmy Hart
- Joy Giovanni
- John Laurinaitis
- Vince McMahon
- Paul Bearer
- Paul Heyman
- Shane McMahon
- The Taskmaster

### 外號
- "Big Banter"
- "Big Nasty Bastard"
- "The Extreme Giant"
- "The Greatest Giant of All Time"
- "The Showster"
- "The World's Largest Athlete"

### 入場曲
- 《Chokeslam》
- 《Dungeon of Doom》
- 《Rockhouse》
- 《Massacre》
- 《No Chance in Hell》
- 《Big》
- 《Big (Remix)》
- 《Crank It Up》
- 《Crank the Walls Down》
- 《I Came to Crank It Up》

## 歷年獎項

### 《Pro Wrestling Illustrated》雜誌評選
- 年度最佳新人（1996年）
- 年度選手（1996年）
- PWI 500 - 第2名（1996年）
- PWI Years（個人）- 第137名（2003年）

### 世界冠軍摔角
- WCW世界重量級冠軍（兩次）
- WCW世界雙打冠軍（三次）
- King of Cable（1996年）
- WCW World War 3（1996年）

### 世界摔角聯盟/世界摔角娛樂
- WWF/E冠軍（兩次）
- 世界重量級冠軍（兩次）
- ECW世界冠軍（一次）
- WWE洲際冠軍（一次）
- WWF硬蕊冠軍（三次）
- WWE美國冠軍（一次）
- 世界雙打冠軍（五次）
- WWE雙打冠軍（三次）
- 安德烈巨人紀念大賽（一次）
- Bragging Rights Trophy（2010年）
- 世界摔角娛樂三冠王
- 世界摔角娛樂冠軍大滿貫
- 衝擊大賞（五次）

## 體型爭議
Big Show在WCW出場時以Giant名號出道，號稱身高7呎4吋。而在WWF(WWE的前身)則是以前摔角傳奇巨星Andre the Giant之子的身分出道，號稱身高7呎2吋，體重500磅，後來並被WWE奉為"World's Largest Athelete"（全世界體型最大的運動員，但實際上身高或體重超過Big Show的摔角手並非沒有，不過在WWE確實沒有摔角手的身高及體重同時超過Big Show）。
Big Show患有輕微的巨人症，12歲時身高就達到6呎2吋及200磅，並持續地長高。他在Wichita State大學大一時在籃球校隊所測量的身高為7呎1吋，並且明顯高於當時在路易斯安那州大（Louisiana State University）就讀，登記身高7呎1吋的俠客歐尼爾（Shaquille O'Neal）。在大二時則進行手術摘除其腦下刺激生長的腫瘤，一般相信其當時的身高約在7呎1.5吋~7呎2吋之間。然而不斷增長的體重（其體重曾兩度超過500磅，據稱一度達到538磅。另其於私人的社群網路帳號謂其體重最高曾接近600磅）及摔角運動所造成的運動傷害及後來的脊椎手術使其身高略有縮減，一般認為目前其若能勉強站直，身高仍接近7呎。

## 外部連結
- Big Show Profile（页面存档备份，存于） at WWE.com
- Paul Wight在互联网电影资料库（IMDb）上的資料（英文）
- "Big Show interview on the Best Damn Sports Show Podcast"
- Big Show interview about WWE night of champions, his film career and about new film Knucklehaed."（页面存档备份，存于）
- Big Show video interview in April 2011, about his WWE and actor's career（页面存档备份，存于）